# Kylian Mbappé
Kylian Mbappé Lottin (n. 20 decembrie 1998, Paris, Franța) este un fotbalist francez, care joacă pe post de atacant la Real Madrid în La Liga. Pe plan internațional, are prezențe la națională pentru Franța U17⁠(d), Franța U19⁠(d) și Franța.
A fost remarcat în perioada în care juca pentru echipa franceză Monaco, dar și în perioada Campionatului Mondial de Fotbal din 2018, când a fost numit „cel mai bun tânăr jucător al competiției”.
Este internațional cu naționala Franței, cu care a participat la categoriile inferioare ale acestora la Campionatul European de Fotbal sub 19 ani din Germania 2016, unde a fost proclamat campion și a primit gheata de argint ca al doilea cel mai mare marcator al turneului. Cu echipa de seniori, la doar 19 ani, a fost proclamat campion mondial la Campionatul Mondial din Rusia 2018, marcând patru goluri și fiind distins cu premiul pentru ”cel mai bun jucător tânăr al competiției”. În plus, a devenit cel mai tânăr fotbalist care a marcat într-o finală a Cupei Mondiale de la Pelé, în 1958.
Acesta a câștigat Supercupa Europei 2024 cu Real Madrid, marcând un gol.

## Biografie
Mbappé s-a născut în Paris și a crescut în Bondy, Seine-Saint-Denis, o comună la 10,9 km de centrul Parisului. Tatăl său, Wilfried, este din Camerun și, pe lângă faptul de a fi agentul lui Mbappé, este antrenor de fotbal în timp ce mama sa, Fayza Lamari, este de origine algeriană și este o fostă handbalistă.
Kylian are un frate mai mic, Ethan, care a jucat pentru echipa sub 12 a PSG în 2018. Fratele adoptiv al lui Mbappé, Jirès Kembo Ekoko, este, de asemenea, fotbalist profesionist.
Crescând, modelul său a fost Ronaldo, Zidane, Cristiano Ronaldo, un jucător pe care arăta să-l imite.
În copilărie, Kylian Mbappé a mers la o școală catolică privată din Bondy, unde era considerat dotat din punct de vedere academic, dar extrem de indisciplinat.

## Statistici
La meciul jucat pe 11 mai 2025.
| Club           | Sezon         | Campionat     | Campionat | Campionat | Cupa națională | Cupa națională | Cupa Ligii | Cupa Ligii | Europa  | Europa | Alte competiții | Alte competiții | Total   | Total  |
| Club           | Sezon         | Divizie       | Meciuri   | Goluri    | Meciuri        | Goluri         | Meciuri    | Goluri     | Meciuri | Goluri | Meciuri         | Goluri          | Meciuri | Goluri |
| -------------- | ------------- | ------------- | --------- | --------- | -------------- | -------------- | ---------- | ---------- | ------- | ------ | --------------- | --------------- | ------- | ------ |
| Monaco II      | 2015–16       | CFA           | 10        | 2         | —              | —              | —          | —          | —       | —      | —               | —               | 10      | 2      |
| Monaco II      | 2016–17       | CFA           | 2         | 2         | —              | —              | —          | —          | —       | —      | —               | —               | 2       | 2      |
| Monaco II      | Total         | Total         | 12        | 4         | —              | —              | —          | —          | —       | —      | —               | —               | 12      | 4      |
| Monaco         | 2015–16       | Ligue 1       | 11        | 1         | 1              | 0              | 1          | 0          | 1       | 0      | —               | —               | 14      | 1      |
| Monaco         | 2016–17       | Ligue 1       | 29        | 15        | 3              | 2              | 3          | 3          | 9       | 6      | —               | —               | 44      | 26     |
| Monaco         | 2017–18       | Ligue 1       | 1         | 0         | —              | —              | —          | —          | —       | —      | 1               | 0               | 2       | 0      |
| Monaco         | Total         | Total         | 41        | 16        | 4              | 2              | 4          | 3          | 10      | 6      | 1               | 0               | 60      | 27     |
| PSG (împrumut) | 2017–18       | Ligue 1       | 27        | 13        | 5              | 4              | 4          | 0          | 8       | 4      | —               | —               | 44      | 21     |
| PSG            | 2018–19       | Ligue 1       | 29        | 33        | 4              | 2              | 2          | 0          | 8       | 4      | 0               | 0               | 43      | 39     |
| PSG            | 2019–20       | Ligue 1       | 20        | 18        | 3              | 4              | 3          | 2          | 10      | 5      | 1               | 1               | 37      | 30     |
| PSG            | 2020–21       | Ligue 1       | 31        | 27        | 5              | 7              | —          | —          | 10      | 8      | 1               | 0               | 47      | 42     |
| PSG            | 2021–22       | Ligue 1       | 35        | 28        | 3              | 5              | —          | —          | 8       | 6      | 0               | 0               | 46      | 39     |
| PSG            | 2022–23       | Ligue 1       | 34        | 29        | 1              | 5              | —          | —          | 8       | 7      | 0               | 0               | 43      | 41     |
| PSG            | 2023–24       | Ligue 1       | 29        | 27        | 6              | 8              | —          | —          | 12      | 8      | 1               | 1               | 48      | 44     |
| PSG            | Total         | Total         | 205       | 175       | 27             | 35             | 9          | 2          | 64      | 42     | 3               | 2               | 308     | 256    |
| Real Madrid    | 2024–25       | La Liga       | 31        | 27        | 4              | 2              | —          | —          | 14      | 7      | 4               | 3               | 53      | 39     |
| Total carieră  | Total carieră | Total carieră | 289       | 222       | 35             | 39             | 13         | 5          | 88      | 55     | 8               | 5               | 433     | 326    |

1. ↑  Include Coupe de France
2. ↑  Include Coupe de la Ligue
3. ↑  Apariții în UEFA Europa League
4. 1 2 3 4 5 6 7 8 9  Apariții în UEFA Champions League
5. 1 2 3 4  Apariție în Trophée des Champions
6. ↑  O apariție și un gol în Supercupa Europei UEFA, o apariție și un gol în Cupa Intercontinentală FIFA, două apariții și un gol în Supercopa de España

## Legături externe
- Profilul lui Kylian Mbappé pe site-ul Federației Franceze de Fotbal
- Kylian Mbappé pe site-ul FIFA (arhivat)
- Kylian Mbappé – pe site-ul UEFA
- Kylian Mbappé la L'Équipe fr
- Profilul lui Kylian Mbappé pe Soccerway